# Epizone
Die Epizone (griech: ἐπι- (epi-) „auf-, darauf-, danach, hinzu-“ und ζώνη (zōnē) „Gürtel“) ist in der Geologie und Petrologie ein veralteter Begriff für eine Fazies der Gesteins-Metamorphose.
Sie umfasst den Bereich der regionalen Metamorphose mit Temperaturen zwischen 100 und 300 °C sowie geringen allseitigen Drücken und ist die niedrigste Stufe der Gesteinsumwandlung. Der Begriff findet heute noch in den Fällen Anwendung, in denen sich keine genaueren Aussagen über die Bildungsbedingungen machen lassen.
Für die Epizone ist die Neubildung unter anderem folgender Minerale charakteristisch, die sich abhängig vom Ausgangsgestein aufgrund der Druck- und Temperaturbedingungen bilden können:
- Serizit
- Albit
- Chlorit

Die Gesteine der Epizone sind unter anderem Phyllit und Schiefer. Je nach Ausgangsgestein, so etwa bei Konglomeraten oder Sandsteinen sind die Effekte der epizonalen Metamorphose mit unbewaffnetem Auge kaum zu bemerken.
Die Stufe der in einem Gestein erreichten Metamorphose wird heute mit der von Pentti Eskola entwickelten metamorphen Fazies beschrieben. In dieser Fazies spiegelt das Auftreten von charakteristischen Mineralen einen eng begrenzten Druck- und Temperaturbereich wider. Die einzelnen Stufen sind die Zeolith-, Prehnit-Pumpellyit-, Blauschiefer-, Grünschiefer-, Amphibolit-, Granulit- und Eklogit-Fazies. Der Epizone entsprechen ungefähr die Zeolith- und die Prehnit-Pumpellyit-Fazies.